# Fièvre récurrente
Parmi les fièvres se répétant plus ou moins régulièrement dans le temps, avec ou sans causes connues, on distingue 3 catégories :
1. des fièvres récurrentes héréditaires (FRH) (maintenant incluses dans le groupe des maladies auto-inflammatoires)[1],[2]
2. des fièvres récurrentes infectieuses (« (en) relapsing fever » pour les anglophones), dues à des microbes (spirochètes du genre Borrelia) acquis lors de morsures par des insectes ou acariens (poux, tiques…), dont le type principal est la fièvre récurrente mondiale.
3. des fièvres prolongées récidivantes non-expliquées.

En principe, le terme de fièvre récurrente (sans autre précision, au singulier ou au pluriel) désigne plus particulièrement les Borrélioses récurrentes ; mais il est parfois utilisé comme synonyme de toute fièvre périodique, intermittente, récidivante ou à répétition.

## Fièvres récurrentes héréditaires
Ce sont quelques maladies liées à un dérèglement du système immunitaire inné ou « archaïque » (1re réponse immunitaire non spécifique). Les monocytes et polynucléaires neutrophiles sont excessivement stimulés et déclenchent une inflammation se traduisant par une fièvre régressant spontanément entre les épisodes fébriles.
Dans ce cas, le patient ne produit pas d'auto-anticorps spécifiques, ni de lymphocytes activés par un antigène spécifique. Il n'existe donc pas de test spécifique pour retenir le diagnostic de maladie auto-inflammatoire.

### Clinique
Ces fièvres se manifestent par des épisodes fébriles de quelques jours, séparés par des intervalles libres parfois très long, et ce depuis plusieurs années. Des signes associés peuvent être présents : douleurs articulaires, éruptions cutanées, douleurs abdominales. Ces maladies se déclarent le plus souvent chez l'enfant de moins de 10 ans, mais le diagnostic est parfois fait à l'âge adulte .
Les examens biologiques montrent un syndrome inflammatoire non-spécifique, avec élévation de la protéine C réactive et augmentation des polynucléaires neutrophiles, sans marqueurs d’auto-immunité, ni « auto-réactivité T », ce qui orientera le diagnostic vers cette cause.
L'interrogatoire recherche des antécédents familiaux sur au moins 3 générations dans l'arbre généalogique, avec recherche de cas familiaux d'insuffisance rénale, de maladies inflammatoires du tube digestif (maladie de Crohn et rectocolite hémorragique), des surdités ou autres atteintes neurosensorielles, un retard mental, des maladies articulaires ou autres pathologies pouvant également évoquer une prédisposition génétique à une maladie auto-inflammatoire.
Le diagnostic différentiel vise à éliminer les pathologies exclusivement pédiatriques, sporadiques ou non héréditaires (syndrome de Marschall ou PFAPA pour Periodic Fever Aphtous stomatitis Pharyngitis Adenitis, arthrite juvénile...).

### Maladies principales
Entre parenthèses, la date de leur identification :
La fièvre méditerranéenne familiale (1950) ou maladie périodique est liée à une mutation du gène MEFV (MEditerranean FeVer) sur le bras court du chromosome 16.
La fièvre familiale hibernienne ou syndrome TRAPS pour TNF receptor associated periodic syndrom (1982) est due à une mutation du gène d'un récepteur du TNF (Tumor necrozing factor ou facteur de nécrose tumorale) sur le bras long du chromosome 12.
La fièvre récurrente avec hyper-IgD, ou fièvre périodique hollandaise (1984), est liée à un déficit en mévalonate kinase.
Le syndrome CINCA pour Chronic Infantile Neurological Cutaneous and Articular syndrom (1987) est liée à une mutation du gène de la cryopyrine.

## Fièvres récurrentes infectieuses
Elles sont dues à des Borrelia et transmises par le pou de corps (fièvre récurrente mondiale) ou des tiques molles ornithodores (fièvres récurrentes régionales).
Elles étaient semble-t-il déjà connues d'Hippocrate. L'étiologie de ces fièvres a été confirmée par deux médecins d'Odessa (Munch en 1874 (cité par Podjapolkski en 1926) et Motchoutkowski (1876) qui se sont injecté du sang provenant de malades touchés par des fièvres, avant qu'on ne comprenne que les poux en étaient, comme pour le typhus le principal vecteur. Des singes expérimentalement infectés par borrelia recurrentis par Sergent et Foley (1980, 1910) s'y montrent en laboratoire très sensibles (mortalité importante après un ou deux accès de fièvre) alors que cobaye, rat, lapin, hamster résistaient bien aux infections expérimentales.
Après quelques jours d'incubation, une forte fièvre survient brutalement, éventuellement avec nausées et maux de tête. La fièvre chute au bout de cinq ou six jours, laissant place à une grande fatigue.

L'épisode se répète dans le temps, avec parfois des complications viscérales, dont des méningites et encéphalites graves.
Les symptômes étant communs, la maladie peut être assimilée à son début à un syndrome grippal ou être confondue avec un paludisme résistant. Dans tous les contextes où cela est plausible, et où les épisodes fébriles semblent d’étiologie unique, la répétition de plus de 2 épisodes de fièvre doit faire évoquer une fièvre récurrente.
Le diagnostic est essentiellement clinique. Chez un enfant pour lequel la maladie est suspectée, la courbe de croissance est à suivre. En complément, une échographie abdominale ou rénale est éventuellement proposée.
Les données biologiques d'orientation montrent une augmentation des globules blancs et une anémie. Une augmentation des transaminases par cytolyse hépatique est fréquente.
Le diagnostic différentiel se pose surtout au début où il faut discuter : accès de paludisme, fièvre typhoïde, leptospirose, typhus, arbovirose...

## Fièvres prolongées et récidivantes non-expliquées
Les fièvres prolongées sont celles dont la durée dépasse trois semaines. Lorsque l'évolution est intermittente on parle de fièvre périodique ou récurrente, récidivantes ou à répétition (au moins 2 épisodes fébriles séparés par un intervalle libre).
La problématique des fièvres prolongées non expliquées est celle des fièvres dont le diagnostic reste incertain après trois jours d'hospitalisation (investigations approfondies) ou trois consultations (on n'attend pas trois semaines pour se poser le problème).
Les principales causes finalement retrouvées sont infectieuses (40 %), d'origine bactérienne soit infection générale (à germe connu : tuberculose, brucellose, borrelioses...), soit locale (abcès profond, endocardite infectieuse, infection de matériel étranger, infection osseuse...). Dans un contexte d'immunodépression, sont en cause les infections virales, parasites, champignons et mycoses.
Les affections malignes (20 % avec tendance à l'augmentation) sont les tumeurs solides (notamment cancer du rein), les lymphomes et leucémies.
Les causes inflammatoires non infectieuses (10 %) sont des maladies de type vascularite comme la maladie de Horton chez le sujet âgé, ou encore les fièvres récurrentes héréditaires (voir plus haut).
Les autres causes (10 %) sont des causes médicamenteuses, des troubles vasculaires ou endocriniens, et enfin des fièvres factices ou simulées (pathomimie, syndrome de Münchhausen).
Selon les études, de 5 à 23 % de fièvres prolongées sont inexpliquées à 3 semaines.
La mortalité de ces fièvres dépend de leur cause, plus de 50 % pour les affections malignes, 15 % pour les causes infectieuses, et très faible pour celles restant sans cause (3 % à 5 ans), car un grand nombre d'entre elles disparaissent spontanément.